# Hindsboro (Illinois)
Hindsboro es una villa ubicada en el condado de Douglas en el estado estadounidense de Illinois. En el Censo de 2010 tenía una población de 313 habitantes y una densidad poblacional de 394,93 personas por km².

## Geografía
Hindsboro se encuentra ubicada en las coordenadas 39°41′6″N 88°8′6″O / 39.68500, -88.13500. Según la Oficina del Censo de los Estados Unidos, Hindsboro tiene una superficie total de 0.79 km², de la cual 0.79 km² corresponden a tierra firme y (0%) 0 km² es agua.

## Demografía
Según el censo de 2010, había 313 personas residiendo en Hindsboro. La densidad de población era de 394,93 hab./km². De los 313 habitantes, Hindsboro estaba compuesto por el 96.49% blancos, el 0.64% eran afroamericanos, el 0.32% eran amerindios, el 0% eran asiáticos, el 0% eran isleños del Pacífico, el 0% eran de otras razas y el 2.56% pertenecían a dos o más razas. Del total de la población el 1.6% eran hispanos o latinos de cualquier raza.